# Kakei Katsuhiko
Kakei Katsuhiko (japanisch 筧 克彦; geboren 28. Dezember 1872 in der (Präfektur Nagano); gestorben 28. November 1961) war ein japanischer Jurist und Vertreter des Shintō-Glaubens.

## Leben und Werk
Kakei Katsuhiko machte 1897 seinen Studienabschluss an der Universität Tokio und ging dann 1898 nach Deutschland und bildete sich unter dem Rechtshistoriker Gierke und unter den Theologen Harnack und Dilthey weiter. Nach seiner Rückkehr wurde er im Jahr 1900 Assistenzprofessor und 1903 Professor an seiner Alma Mater. Dort lehrte er Verfassungsrecht und Theorie der Rechtsprechung.
Kakei war an Anhänger des Shintō-Glaubens, so wie er im Rahmen der Kokugaku tradiert wurde. Er griff die Ideen von Hozumi Yatsuka, Minobe Tatsukichi, Nomura Junji (野村淳治; 1876–1950), Uesugi Shinkichi und anderen auf und vertrat die Ansicht, dass der Kaiser der Staat ist – „Tennō-sei kokka“ (天皇制国家). Kakei wurde zum Mitglied der „Bunkyō shingikai“ (文教審議会) ernannt, einem Beratungsgremium, das vor dem Zweiten Weltkrieg den Kultusminister beriet.
Zu Kakeis Schriften gehört „Dainippon teikoku kempō no kompongi“ (大日本帝国憲法の根本義), etwa „Grundsätze der Verfassung des Kaiserreiches Japan“.